# Tripteroides littlechildi
Tripteroides littlechildi är en tvåvingeart som först beskrevs av Edwards 1930.  Tripteroides littlechildi ingår i släktet Tripteroides och familjen stickmyggor. Inga underarter finns listade i Catalogue of Life.